# The Chronicles of Riddick: Assault on Dark Athena
The Chronicles of Riddick: Assault on Dark Athena (рус. Хроники Риддика: Нападение на «Тёмную Афину») — компьютерная игра, научно-фантастический шутер от первого лица с элементами стелс-экшен. The Chronicles of Riddick: Assault on Dark Athena (далее — Dark Athena) является одновременно самостоятельным дополнением к игре The Chronicles of Riddick: Escape from Butcher Bay 2004 года выпуска и её ремейком. Игра была разработана двумя компаниями — Starbreeze Studios и Tigon Studios, которые также разработали оригинал. Игра была издана американской компанией Atari 7 апреля 2009 года на территории США и 24 апреля 2009 года во всём остальном мире. Dark Athena вышла на персональных компьютерах и игровых консолях седьмого поколения PlayStation 3 и Xbox 360.
Протагонистом в игре, как и в оригинале, является Ричард Б. Риддик.

## Сюжет
Сюжет первой половины игры полностью совпадает с событиями Escape from Butcher Bay, который плавно перетекает в сюжет Assault on Dark Athena.
Джонс, который и доставил изначально Риддика в «Бухту Мясника», помог ему и сбежать оттуда. На его корабле, находясь в состоянии анабиоза, они оказываются затянутыми на «Темную Афину» (Dark Athena) — гигантский корабль наёмников, управляемый Гейл Ревас и её заместителем Спиннером. Риддику удается избежать пленения, после чего ему предстоит попытаться освободить пленников, включая бывшего капитана «Темной Афины», а также помочь маленькой девочке Линн, прячущейся в вентиляционных шахтах. Выпустив пленников и организовав таким образом бунт, Риддик пользуется моментом и похищает спасательную капсулу, сбежав на планету, на орбите которой находилась «Темная Афина». На планете Риддик понимает, что сбежал с единственного корабля, который мог вывезти его с этой части Вселенной. Пройдя множество испытаний и убив заместителя Спиннера, Риддик возвращается на корабль. Там Риддик спасает девочку Линн и убивает капитана Гейл Ревас..

## Многопользовательский режим
В Dark Athena присутствует многопользовательский, представленная шестью режимами:
1. Каждый сам за себя deathmatch;
2. Команда на команду (team deathmatch);
3. Арена. Небольшая вариация team deathmatch — схватка один на один или двое на двое при полном доступе к любому оружию.
4. Захват флага Capture the Flag.
5. Butcher Bay Riot. Частичный аналог team deathmatch, рассчитанный на 12 игроков. Присутствуют три команды по четыре игрока в каждой: охранники, заключённые и наёмники. Для выигрыша команды необходимо уничтожать членов враждующих команд и захватывать вражеские базы.
6. Pitch Black. Этот режим рассчитан на шесть игроков, которые оказываются на огромной арене в полной темноте. Пятеро игроков выступают в роли охранников, вооружённых огнестрельным оружием и фонариками. Шестой игрок выступает в роли Риддика и получает способность видеть в темноте и двигаться с большей скоростью. Тот, кто убьёт Риддика, занимает его роль в следующем раунде.

Всего разработчиками было создано 20 карт для многопользовательской игры.
В середине марта 2009 года в интервью G4 Вин Дизель заявил, что именно благодаря ему в игре Dark Athena присутствует многопользовательский режим. Он заявил, что изначально не планировалось создание многопользовательской компоненты для Dark Athena, однако он настоял на её включении.

## Разработка
Согласно Яну Стивенсону (англ. Ian Stevens), главе компании Tigon Studios, решение делать ремейк вызвано тем, что Microsoft не смогла обеспечить выход The Chronicles of Riddick: Escape from Butcher Bay на Xbox 360. При этом в Tigon Studios желали донести сюжет оригинальной игры до бо́льшего числа людей.
Первая информация о продолжении была обнародована 17 ноября 2004 года из интервью сооснователя Tigon Studios Вина Дизеля.
Вин Дизель, актёр, который дал компьютерному персонажу внешнюю модель и голос, озвучил Риддика в Dark Athena. В озвучивании Дачера (англ. Dacher) принял участие Лэнс Хенриксен, а капитана корабля «Тёмная Афина» Гейл Ривас озвучила актриса Мишель Форбс.
После образования компании Activision Blizzard часть проектов, находившихся под контролем предыдущего издателя Vivendi Games были заморожены, в том числе Dark Athena, находившаяся к этому времени на поздней стадии разработки, однако Starbreeze Studios не прекратила разработку, занявшись поиском нового издателя.
Новым издателем стала Atari, выкупившая 30 октября 2008 года у Vivendi Games права на издательство Dark Athena. Выход игры был запланирован на весну 2009 года.
В марте 2009 года была выпущена демоверсия игры (для Xbox Live — 4 марта 2009 года, для PlayStation Network — 12 марта 2009 года). В демоверсии представлен первый уровень игры «Athena Main Decks» (рус. Главные доки Афины).
Игра ушла «на золото» 20 марта 2009 года.

### Загружаемые дополнения
22 мая 2009 года Starbreeze выпустила два загружаемых дополнения для Xbox 360-версии игры. Первое дополнение, «Commentary Mode», добавляет в сюжетную кампанию комментарии разработчиков и распространяется бесплатно. Второе платное дополнение, «Premium MP Pack», содержит 5 мультиплеерных карт для разных режимов. На PS3 имеется только второе дополнение.

## Отзывы
| Сводный рейтинг       | Сводный рейтинг                           |
| Агрегатор             | Оценка                                    |
| --------------------- | ----------------------------------------- |
| GameRankings          | 81,74 % (X360) 80,50 % (PS3) 79,87 % (ПК) |
| Metacritic            | 80 %                                      |
| Русскоязычные издания |                                           |
| Издание               | Оценка                                    |
| 3DNews                | 8/10                                      |
| Absolute Games        | 70 %                                      |
| PlayGround.ru         | 8,1/10                                    |

Русскоязычный игровой сайт Absolute Games оценил игру в 70 %. Обозреватели довольно негативно отозвались об одиночной кампании, критикуя именно продолжение сюжета «Assault on Dark Athena», а не оригинал «Escape from Butcher Bay». Среди недостатков были выделены линейные уровни и их плохой дизайн, плохой игровой баланс, «читерский» и несбалансированный игровой ИИ, неинтересный и скучный геймплей. Вердикт обозревателей: «Итоговый балл — среднее арифметическое. Складываем Escape from Butcher Bay (85 %) и Assault on Dark Athena с любопытными, но мертвыми сетевыми режимами (55 %), делим пополам…»
Обозреватели игрового сайта GameTech, который является дочерним проектом iXBT.com, довольно положительно отозвались о игре. Особенно обозреватели подчеркнули «потрясающую» актёрскую игру, яркие личности и «безжалостные и кровавые» драки («…изуверское шоу — легендарные маньяки аплодируют стоя»). Также положительно была отмечена удачная смесь жанров в игре, среди которых: шутер от первого лица, файтинг как с кулачными боями, так и с применением холодного оружия, стелс-экшн, элементы ролевой игры. Сюжетное дополнение Assault on Dark Athena было оценено хуже, чем сюжет оригинала. Негативно были отмечены скучный, утомительный и примитивный геймплей дополнения, отсутствие серьёзных нововведений по сравнению с оригиналом, слабый игровой ИИ. «…из Assault on Dark Athena вышел глуповатый, затянутый шутер, с устаревшей по современным меркам графикой. […] В общем, получилась сляпанная „из того, что было“ добавка к уже состоявшемуся хиту».
Авторитетный портал 3DNews, посвящённый ИТ, в рецензии на игру выставил ей оценку 8 баллов из 10. Обозреватели положительно отметили в игре большое внимание к деталям, харизматических персонажей, жестокие и зрелищные драки, дополнительные возможности в виде нелинейного прохождения и квестов. Среди недостатков обозреватели выделили почти не изменившийся геймплей оригинала 2004 года: «Пять лет назад проект The Chronicles of Riddick выглядел просто восхитительно». Вердикт оказался положительным: «И пусть ремейк уже не производит такого впечатления, как оригинал, игра всё ещё проходится на одном дыхании».
Обозреватели официального сайта журнала Игромания в своём отзыве довольно положительно оценили игру. Очень положительно были отмечены интересный сюжет, увлекательный и гармоничный геймплей, стелс-экшен и возможность проходить игру собственным стилем. Негативно была отмечена кампания дополнения Assault on Dark Athena — к недостаткам были причислены отсутствие дополнительных квестов и второстепенных NPC, более линейное и «однобокое» прохождение, слабая концовка. Вердикт оказался положительным: «Но несмотря на некоторые капли дёгтя, Assault on Dark Athena держится просто отлично. Это шикарное переиздание с полноценной новой кампанией, улучшенным движком и некоторыми интересными обновлениями в геймплее».
Обозреватели популярного игрового сайта и сервера PlayGround.ru в своей рецензии оценили игру в 8.1 балла из 10. Обозреватели положительно оценили систему ближнего боя, «кровавость» игры, сильную стелс-составляющую, хороший геймплей. Отрицательно были отмечены отсутствие серьёзных нововведений по сравнению с первой частью и неудавшаяся, тоскливая и неинтересная вторая половина игры. Графика была оценена в 8 баллов, геймплей — в 7,5, а в категориях «интерфейс и управление» и «звук и музыка» игра получила по 8,5 балла. Итоговый вердикт: «Недостаточно полноценное и продуманное, чтобы затмить или хоть встать плечом к плечу с оригиналом. Но достаточно своеобразное, харизматичное, увлекательное, чтобы к нему приблизиться и придать уверенности в продолжении Хроник».
На 27 апреля 2009 года игра «Dark Athena» заняла второе место в мультиплатформенном чарте самых продаваемых игр на территории Великобритании, уступив лишь Wii Fit.
По данным американского аналитического агентства NPD Group, за апрель 2009 года количество проданных копий игры на территории США превысило 100 000 экземпляров.